# Jan Rotgans
Jan Rotgans (Hoorn, Terschelling, 11 februari 1881 – Den Haag, 15 juli 1969) was een Nederlandse graficus, illustrator, boekbandontwerper en tekenaar.
Hij volgde in Amsterdam opleidingen aan de Kunstnijverheidsschool Quellinus, de Rijksnormaalschool, de Kunstnijverheidsschool en de Rijksacademie voor Beeldende Kunsten en kreeg les van onder meer: Bart van Hove, Willem Molkenboer, Tiete van der Laars en Pieter Dupont.
In 1902 vestigde Jan Rotgans zich als ontwerper van affiches, illustraties en advertenties. Hij maakte reclame voor uiteenlopende bedrijven. Voor de Spijker-auto maakt Rotgans een vaak afgebeelde affiche. Verder tekende hij reclameontwerpen voor Karel I, Kwatta, Philips, Van Nelle, Stork en Verkade. Hij maakte ook spotprenten voor het tijdschrift De Ware Jacob, maar ook in De Nederlandsche Spectator, Algemeen Handelsblad en De Groene Amsterdammer verschenen zijn tekeningen. Hij werkte ook als boekbandontwerper voor verschillende uitgeverijen.
- Biografisch Portaal: 20261402
- Digitale Bibliotheek voor de Nederlandse Letteren: rotg004
- Gemeinsame Normdatei: 1057566020
- International Standard Name Identifier: 0000 0001 2335 9559
- Nederlandse Thesaurus van Auteursnamen: 068946589
- RKD-Nederlands Instituut voor Kunstgeschiedenis: 68452
- Union List of Artist Names: 500190629
- Virtual International Authority File: 173125351
- WorldCat: E39PBJqbhKTHmgTpYxpbXTjQv3